# Mesozoico
| Eón Eonotema | Era Eratema | Inicio (millones años) |
| ------------ | ----------- | ---------------------- |
| Fanerozoico  | Cenozoico   | 66,0                   |
| Fanerozoico  | Mesozoico   | 251,902 ± 0,024        |
| Fanerozoico  | Paleozoico  | 538,8 ± 0,6            |
| Proterozoico |             | 2 500                  |
| Arcaico      | 4 031±3     |                        |
| Hádico       | 4 567       |                        |

El Mesozoico es la segunda era y eratema del eón y eonotema Fanerozoico de la escala temporal geológica. Anteriormente también era conocida como Secundario, era secundaria, era de los dinosaurios o, botánicamente, como era de las cícadas [cita requerida]. Sucede al Paleozoico y precede al Cenozoico, de ahí su nombre,  que procede del griego μεσο, meso que significa 'entre', y ζώον, que significa 'de los animales' que en conjunto significa 'vida intermedia'. Se inició hace unos 252 millones de años y finalizó hace 66 millones de años.
Durante los 185 millones de años que duró no se produjeron grandes episodios orogénicos. Pangea se fragmenta gradualmente y los continentes van desplazándose hacia su posición actual. El clima fue excepcionalmente cálido durante toda la era, desempeñando un papel importante en la evolución y la diversificación de nuevas especies animales. 
Los invertebrados característicos de este período fueron los amonites, cefalópodos de fragmocono con forma espiral, y los belemnites, más pequeños y con el rostro interno, alargado y puntiagudo, además de equinodermos, braquiópodos y crustáceos. Se desarrollaron ampliamente los vertebrados, sobre todo los reptiles. En esta era aparecen también los mamíferos, las aves y las angiospermas o plantas con flores. Sin embargo, los dinosaurios no son los únicos animales que prosperaron durante toda esta era, también los peces y otros reptiles, como las tortugas, un ejemplo es Archelon, o los cocodrilos, de los que algunos alcanzaron gran tamaño, como Sarcosuchus o Deinosuchus.

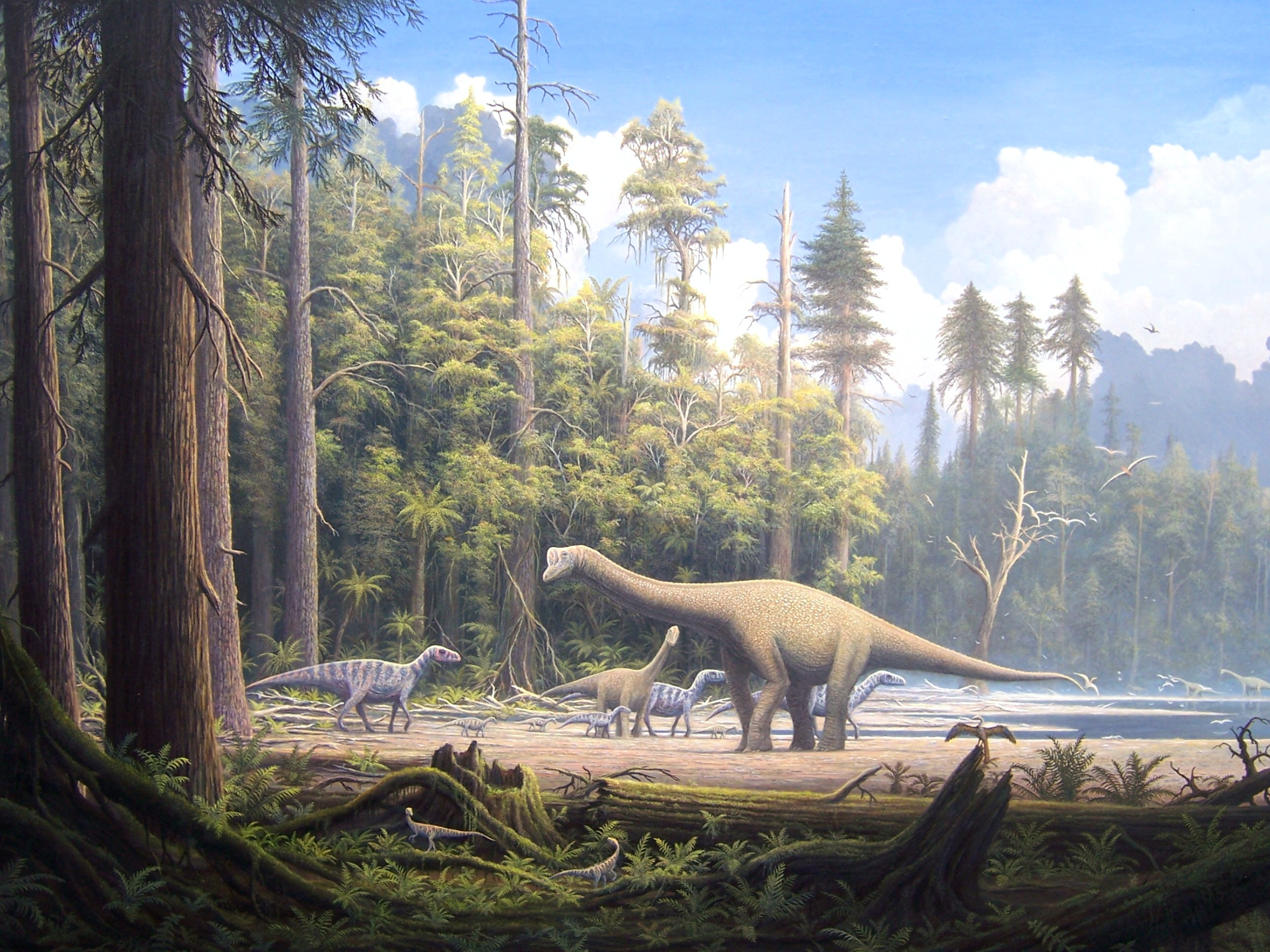
Escena del Jurásico.

## Subdivisiones
La era mesozoica se divide en tres periodos: Triásico, Jurásico y Cretácico.
| Era Eratema | Periodo Sistema | Periodo Sistema | Época Serie         | Edad Piso       | Eventos relevantes | Inicio (millones de años) |
| ----------- | --------------- | --------------- | ------------------- | --------------- | --- | ------------------------- |
| Mesozoico   | Cretácico       | Cretácico       | Superior / Tardío   | Maastrichtiense | Proliferan las plantas con flor y nuevos tipos de insectos. Empiezan a aparecer peces teleósteos más modernos. Son comunes ammonites, belemnites, bivalvos rudistas, equinoides y esponjas. Varios tipos de dinosaurios (como tiranosáuridos, titanosáuridos, hadrosáuridos, ceratópsidos, carcarodontosáuridos, espinosáuridos, dromeosáuridos, anquilosáuridos, abelisáuridos y estegosáuridos) evolucionaron en tierra, así como los cocodrilos modernos; mosasaurios, pliosaurios y tiburones modernos aparecieron en el mar. Las aves primitivas remplazaron gradualmente a los pterosaurios. Aparecieron monotremas, marsupiales y mamíferos placentarios. Ruptura de Gondwana. | 72,2±0,2                  |
| Mesozoico   | Cretácico       | Cretácico       | Superior / Tardío   | Campaniaense    | Proliferan las plantas con flor y nuevos tipos de insectos. Empiezan a aparecer peces teleósteos más modernos. Son comunes ammonites, belemnites, bivalvos rudistas, equinoides y esponjas. Varios tipos de dinosaurios (como tiranosáuridos, titanosáuridos, hadrosáuridos, ceratópsidos, carcarodontosáuridos, espinosáuridos, dromeosáuridos, anquilosáuridos, abelisáuridos y estegosáuridos) evolucionaron en tierra, así como los cocodrilos modernos; mosasaurios, pliosaurios y tiburones modernos aparecieron en el mar. Las aves primitivas remplazaron gradualmente a los pterosaurios. Aparecieron monotremas, marsupiales y mamíferos placentarios. Ruptura de Gondwana. | 83,6±0,2                  |
| Mesozoico   | Cretácico       | Cretácico       | Superior / Tardío   | Santoniense     | Proliferan las plantas con flor y nuevos tipos de insectos. Empiezan a aparecer peces teleósteos más modernos. Son comunes ammonites, belemnites, bivalvos rudistas, equinoides y esponjas. Varios tipos de dinosaurios (como tiranosáuridos, titanosáuridos, hadrosáuridos, ceratópsidos, carcarodontosáuridos, espinosáuridos, dromeosáuridos, anquilosáuridos, abelisáuridos y estegosáuridos) evolucionaron en tierra, así como los cocodrilos modernos; mosasaurios, pliosaurios y tiburones modernos aparecieron en el mar. Las aves primitivas remplazaron gradualmente a los pterosaurios. Aparecieron monotremas, marsupiales y mamíferos placentarios. Ruptura de Gondwana. | 85,7±0,2                  |
| Mesozoico   | Cretácico       | Cretácico       | Superior / Tardío   | Coniaciense     | Proliferan las plantas con flor y nuevos tipos de insectos. Empiezan a aparecer peces teleósteos más modernos. Son comunes ammonites, belemnites, bivalvos rudistas, equinoides y esponjas. Varios tipos de dinosaurios (como tiranosáuridos, titanosáuridos, hadrosáuridos, ceratópsidos, carcarodontosáuridos, espinosáuridos, dromeosáuridos, anquilosáuridos, abelisáuridos y estegosáuridos) evolucionaron en tierra, así como los cocodrilos modernos; mosasaurios, pliosaurios y tiburones modernos aparecieron en el mar. Las aves primitivas remplazaron gradualmente a los pterosaurios. Aparecieron monotremas, marsupiales y mamíferos placentarios. Ruptura de Gondwana. | 89,8±0,3                  |
| Mesozoico   | Cretácico       | Cretácico       | Superior / Tardío   | Turoniense      | Proliferan las plantas con flor y nuevos tipos de insectos. Empiezan a aparecer peces teleósteos más modernos. Son comunes ammonites, belemnites, bivalvos rudistas, equinoides y esponjas. Varios tipos de dinosaurios (como tiranosáuridos, titanosáuridos, hadrosáuridos, ceratópsidos, carcarodontosáuridos, espinosáuridos, dromeosáuridos, anquilosáuridos, abelisáuridos y estegosáuridos) evolucionaron en tierra, así como los cocodrilos modernos; mosasaurios, pliosaurios y tiburones modernos aparecieron en el mar. Las aves primitivas remplazaron gradualmente a los pterosaurios. Aparecieron monotremas, marsupiales y mamíferos placentarios. Ruptura de Gondwana. | 93,9±0,2                  |
| Mesozoico   | Cretácico       | Cretácico       | Superior / Tardío   | Cenomaniense    | Proliferan las plantas con flor y nuevos tipos de insectos. Empiezan a aparecer peces teleósteos más modernos. Son comunes ammonites, belemnites, bivalvos rudistas, equinoides y esponjas. Varios tipos de dinosaurios (como tiranosáuridos, titanosáuridos, hadrosáuridos, ceratópsidos, carcarodontosáuridos, espinosáuridos, dromeosáuridos, anquilosáuridos, abelisáuridos y estegosáuridos) evolucionaron en tierra, así como los cocodrilos modernos; mosasaurios, pliosaurios y tiburones modernos aparecieron en el mar. Las aves primitivas remplazaron gradualmente a los pterosaurios. Aparecieron monotremas, marsupiales y mamíferos placentarios. Ruptura de Gondwana. | 100,5±0,1                 |
| Mesozoico   | Cretácico       | Cretácico       | Inferior / Temprano | Albiense        | Proliferan las plantas con flor y nuevos tipos de insectos. Empiezan a aparecer peces teleósteos más modernos. Son comunes ammonites, belemnites, bivalvos rudistas, equinoides y esponjas. Varios tipos de dinosaurios (como tiranosáuridos, titanosáuridos, hadrosáuridos, ceratópsidos, carcarodontosáuridos, espinosáuridos, dromeosáuridos, anquilosáuridos, abelisáuridos y estegosáuridos) evolucionaron en tierra, así como los cocodrilos modernos; mosasaurios, pliosaurios y tiburones modernos aparecieron en el mar. Las aves primitivas remplazaron gradualmente a los pterosaurios. Aparecieron monotremas, marsupiales y mamíferos placentarios. Ruptura de Gondwana. | 113,2±0,3                 |
| Mesozoico   | Cretácico       | Cretácico       | Inferior / Temprano | Aptiense        | Proliferan las plantas con flor y nuevos tipos de insectos. Empiezan a aparecer peces teleósteos más modernos. Son comunes ammonites, belemnites, bivalvos rudistas, equinoides y esponjas. Varios tipos de dinosaurios (como tiranosáuridos, titanosáuridos, hadrosáuridos, ceratópsidos, carcarodontosáuridos, espinosáuridos, dromeosáuridos, anquilosáuridos, abelisáuridos y estegosáuridos) evolucionaron en tierra, así como los cocodrilos modernos; mosasaurios, pliosaurios y tiburones modernos aparecieron en el mar. Las aves primitivas remplazaron gradualmente a los pterosaurios. Aparecieron monotremas, marsupiales y mamíferos placentarios. Ruptura de Gondwana. | 113,2±0,3                 |
| Mesozoico   | Cretácico       | Cretácico       | Inferior / Temprano | Barremiense     | Proliferan las plantas con flor y nuevos tipos de insectos. Empiezan a aparecer peces teleósteos más modernos. Son comunes ammonites, belemnites, bivalvos rudistas, equinoides y esponjas. Varios tipos de dinosaurios (como tiranosáuridos, titanosáuridos, hadrosáuridos, ceratópsidos, carcarodontosáuridos, espinosáuridos, dromeosáuridos, anquilosáuridos, abelisáuridos y estegosáuridos) evolucionaron en tierra, así como los cocodrilos modernos; mosasaurios, pliosaurios y tiburones modernos aparecieron en el mar. Las aves primitivas remplazaron gradualmente a los pterosaurios. Aparecieron monotremas, marsupiales y mamíferos placentarios. Ruptura de Gondwana. | 125,77                    |
| Mesozoico   | Cretácico       | Cretácico       | Inferior / Temprano | Hauteriviense   | Proliferan las plantas con flor y nuevos tipos de insectos. Empiezan a aparecer peces teleósteos más modernos. Son comunes ammonites, belemnites, bivalvos rudistas, equinoides y esponjas. Varios tipos de dinosaurios (como tiranosáuridos, titanosáuridos, hadrosáuridos, ceratópsidos, carcarodontosáuridos, espinosáuridos, dromeosáuridos, anquilosáuridos, abelisáuridos y estegosáuridos) evolucionaron en tierra, así como los cocodrilos modernos; mosasaurios, pliosaurios y tiburones modernos aparecieron en el mar. Las aves primitivas remplazaron gradualmente a los pterosaurios. Aparecieron monotremas, marsupiales y mamíferos placentarios. Ruptura de Gondwana. | 132,6±0,6                 |
| Mesozoico   | Cretácico       | Cretácico       | Inferior / Temprano | Valanginiense   | Proliferan las plantas con flor y nuevos tipos de insectos. Empiezan a aparecer peces teleósteos más modernos. Son comunes ammonites, belemnites, bivalvos rudistas, equinoides y esponjas. Varios tipos de dinosaurios (como tiranosáuridos, titanosáuridos, hadrosáuridos, ceratópsidos, carcarodontosáuridos, espinosáuridos, dromeosáuridos, anquilosáuridos, abelisáuridos y estegosáuridos) evolucionaron en tierra, así como los cocodrilos modernos; mosasaurios, pliosaurios y tiburones modernos aparecieron en el mar. Las aves primitivas remplazaron gradualmente a los pterosaurios. Aparecieron monotremas, marsupiales y mamíferos placentarios. Ruptura de Gondwana. | 137,05±0,2                |
| Mesozoico   | Cretácico       | Cretácico       | Inferior / Temprano | Berriasiense    | Proliferan las plantas con flor y nuevos tipos de insectos. Empiezan a aparecer peces teleósteos más modernos. Son comunes ammonites, belemnites, bivalvos rudistas, equinoides y esponjas. Varios tipos de dinosaurios (como tiranosáuridos, titanosáuridos, hadrosáuridos, ceratópsidos, carcarodontosáuridos, espinosáuridos, dromeosáuridos, anquilosáuridos, abelisáuridos y estegosáuridos) evolucionaron en tierra, así como los cocodrilos modernos; mosasaurios, pliosaurios y tiburones modernos aparecieron en el mar. Las aves primitivas remplazaron gradualmente a los pterosaurios. Aparecieron monotremas, marsupiales y mamíferos placentarios. Ruptura de Gondwana. | 143,1                     |
| Mesozoico   | Jurásico        | Jurásico        | Superior / Tardío   | Titoniense      | Son comunes gimnospermas (especialmente coníferas, Bennettitales y cicadas) y helechos. Muchos tipos de dinosaurios, como saurópodos, carnosaurios, y estegosaurios. Los mamíferos son comunes pero pequeños. Primeras aves y lagartos. Ictiosaurios y plesiosaurios se diversifican. Bivalvos, ammonites y belemnites abundan. Los erizos de mar son muy comunes, junto con crinoides, estrellas de mar, esponjas, y braquiópodos terebratúlidos y rinconélidos. Ruptura de Pangea en Gondwana y Laurasia. | 149,2±0,7                 |
| Mesozoico   | Jurásico        | Jurásico        | Superior / Tardío   | Kimmeridgiense  | Son comunes gimnospermas (especialmente coníferas, Bennettitales y cicadas) y helechos. Muchos tipos de dinosaurios, como saurópodos, carnosaurios, y estegosaurios. Los mamíferos son comunes pero pequeños. Primeras aves y lagartos. Ictiosaurios y plesiosaurios se diversifican. Bivalvos, ammonites y belemnites abundan. Los erizos de mar son muy comunes, junto con crinoides, estrellas de mar, esponjas, y braquiópodos terebratúlidos y rinconélidos. Ruptura de Pangea en Gondwana y Laurasia. | 154,8±0,8                 |
| Mesozoico   | Jurásico        | Jurásico        | Superior / Tardío   | Oxfordiense     | Son comunes gimnospermas (especialmente coníferas, Bennettitales y cicadas) y helechos. Muchos tipos de dinosaurios, como saurópodos, carnosaurios, y estegosaurios. Los mamíferos son comunes pero pequeños. Primeras aves y lagartos. Ictiosaurios y plesiosaurios se diversifican. Bivalvos, ammonites y belemnites abundan. Los erizos de mar son muy comunes, junto con crinoides, estrellas de mar, esponjas, y braquiópodos terebratúlidos y rinconélidos. Ruptura de Pangea en Gondwana y Laurasia. | 161,5±1,0                 |
| Mesozoico   | Jurásico        | Jurásico        | Medio               | Calloviense     | Son comunes gimnospermas (especialmente coníferas, Bennettitales y cicadas) y helechos. Muchos tipos de dinosaurios, como saurópodos, carnosaurios, y estegosaurios. Los mamíferos son comunes pero pequeños. Primeras aves y lagartos. Ictiosaurios y plesiosaurios se diversifican. Bivalvos, ammonites y belemnites abundan. Los erizos de mar son muy comunes, junto con crinoides, estrellas de mar, esponjas, y braquiópodos terebratúlidos y rinconélidos. Ruptura de Pangea en Gondwana y Laurasia. | 165,3±1,1                 |
| Mesozoico   | Jurásico        | Jurásico        | Medio               | Bathoniense     | Son comunes gimnospermas (especialmente coníferas, Bennettitales y cicadas) y helechos. Muchos tipos de dinosaurios, como saurópodos, carnosaurios, y estegosaurios. Los mamíferos son comunes pero pequeños. Primeras aves y lagartos. Ictiosaurios y plesiosaurios se diversifican. Bivalvos, ammonites y belemnites abundan. Los erizos de mar son muy comunes, junto con crinoides, estrellas de mar, esponjas, y braquiópodos terebratúlidos y rinconélidos. Ruptura de Pangea en Gondwana y Laurasia. | 168,2±1,2                 |
| Mesozoico   | Jurásico        | Jurásico        | Medio               | Bajociense      | Son comunes gimnospermas (especialmente coníferas, Bennettitales y cicadas) y helechos. Muchos tipos de dinosaurios, como saurópodos, carnosaurios, y estegosaurios. Los mamíferos son comunes pero pequeños. Primeras aves y lagartos. Ictiosaurios y plesiosaurios se diversifican. Bivalvos, ammonites y belemnites abundan. Los erizos de mar son muy comunes, junto con crinoides, estrellas de mar, esponjas, y braquiópodos terebratúlidos y rinconélidos. Ruptura de Pangea en Gondwana y Laurasia. | 170,9±0,8                 |
| Mesozoico   | Jurásico        | Jurásico        | Medio               | Aaleniense      | Son comunes gimnospermas (especialmente coníferas, Bennettitales y cicadas) y helechos. Muchos tipos de dinosaurios, como saurópodos, carnosaurios, y estegosaurios. Los mamíferos son comunes pero pequeños. Primeras aves y lagartos. Ictiosaurios y plesiosaurios se diversifican. Bivalvos, ammonites y belemnites abundan. Los erizos de mar son muy comunes, junto con crinoides, estrellas de mar, esponjas, y braquiópodos terebratúlidos y rinconélidos. Ruptura de Pangea en Gondwana y Laurasia. | 174,7±0,8                 |
| Mesozoico   | Jurásico        | Jurásico        | Inferior / Temprano | Toarciense      | Son comunes gimnospermas (especialmente coníferas, Bennettitales y cicadas) y helechos. Muchos tipos de dinosaurios, como saurópodos, carnosaurios, y estegosaurios. Los mamíferos son comunes pero pequeños. Primeras aves y lagartos. Ictiosaurios y plesiosaurios se diversifican. Bivalvos, ammonites y belemnites abundan. Los erizos de mar son muy comunes, junto con crinoides, estrellas de mar, esponjas, y braquiópodos terebratúlidos y rinconélidos. Ruptura de Pangea en Gondwana y Laurasia. | 184,2±0,3                 |
| Mesozoico   | Jurásico        | Jurásico        | Inferior / Temprano | Pliensbachiense | Son comunes gimnospermas (especialmente coníferas, Bennettitales y cicadas) y helechos. Muchos tipos de dinosaurios, como saurópodos, carnosaurios, y estegosaurios. Los mamíferos son comunes pero pequeños. Primeras aves y lagartos. Ictiosaurios y plesiosaurios se diversifican. Bivalvos, ammonites y belemnites abundan. Los erizos de mar son muy comunes, junto con crinoides, estrellas de mar, esponjas, y braquiópodos terebratúlidos y rinconélidos. Ruptura de Pangea en Gondwana y Laurasia. | 192,9±0,3                 |
| Mesozoico   | Jurásico        | Jurásico        | Inferior / Temprano | Sinemuriense    | Son comunes gimnospermas (especialmente coníferas, Bennettitales y cicadas) y helechos. Muchos tipos de dinosaurios, como saurópodos, carnosaurios, y estegosaurios. Los mamíferos son comunes pero pequeños. Primeras aves y lagartos. Ictiosaurios y plesiosaurios se diversifican. Bivalvos, ammonites y belemnites abundan. Los erizos de mar son muy comunes, junto con crinoides, estrellas de mar, esponjas, y braquiópodos terebratúlidos y rinconélidos. Ruptura de Pangea en Gondwana y Laurasia. | 199,3±0,3                 |
| Mesozoico   | Jurásico        | Jurásico        | Inferior / Temprano | Hettangiense    | Son comunes gimnospermas (especialmente coníferas, Bennettitales y cicadas) y helechos. Muchos tipos de dinosaurios, como saurópodos, carnosaurios, y estegosaurios. Los mamíferos son comunes pero pequeños. Primeras aves y lagartos. Ictiosaurios y plesiosaurios se diversifican. Bivalvos, ammonites y belemnites abundan. Los erizos de mar son muy comunes, junto con crinoides, estrellas de mar, esponjas, y braquiópodos terebratúlidos y rinconélidos. Ruptura de Pangea en Gondwana y Laurasia. | 201,4±0,2                 |
| Mesozoico   | Triásico        | Triásico        | Superior / Tardío   | Rhaetiense      | Los arcosaurios dominan en tierra como dinosaurios, en los océanos como ictiosaurios y notosaurios, y en el cielo como pterosaurios. Los cinodontos se hacen más pequeños y se asemejan cada vez más a un mamífero. Aparecen los primeros mamíferos y el orden crocodilia. Plantas del género Dicroidium eran comunes en tierra. Muchos grandes anfibios acuáticos temnospóndilos. Ammonoideos ceratíticos extremadamente comunes. Aparecen los corales modernos y los peces óseos (teleósteos), así como muchos de los clados modernos de insectos. | 205,7                     |
| Mesozoico   | Triásico        | Triásico        | Superior / Tardío   | Noriense        | Los arcosaurios dominan en tierra como dinosaurios, en los océanos como ictiosaurios y notosaurios, y en el cielo como pterosaurios. Los cinodontos se hacen más pequeños y se asemejan cada vez más a un mamífero. Aparecen los primeros mamíferos y el orden crocodilia. Plantas del género Dicroidium eran comunes en tierra. Muchos grandes anfibios acuáticos temnospóndilos. Ammonoideos ceratíticos extremadamente comunes. Aparecen los corales modernos y los peces óseos (teleósteos), así como muchos de los clados modernos de insectos. | 227,3                     |
| Mesozoico   | Triásico        | Triásico        | Superior / Tardío   | Carniense       | Los arcosaurios dominan en tierra como dinosaurios, en los océanos como ictiosaurios y notosaurios, y en el cielo como pterosaurios. Los cinodontos se hacen más pequeños y se asemejan cada vez más a un mamífero. Aparecen los primeros mamíferos y el orden crocodilia. Plantas del género Dicroidium eran comunes en tierra. Muchos grandes anfibios acuáticos temnospóndilos. Ammonoideos ceratíticos extremadamente comunes. Aparecen los corales modernos y los peces óseos (teleósteos), así como muchos de los clados modernos de insectos. | ~237                      |
| Mesozoico   | Triásico        | Triásico        | Medio               | Ladiniense      | Los arcosaurios dominan en tierra como dinosaurios, en los océanos como ictiosaurios y notosaurios, y en el cielo como pterosaurios. Los cinodontos se hacen más pequeños y se asemejan cada vez más a un mamífero. Aparecen los primeros mamíferos y el orden crocodilia. Plantas del género Dicroidium eran comunes en tierra. Muchos grandes anfibios acuáticos temnospóndilos. Ammonoideos ceratíticos extremadamente comunes. Aparecen los corales modernos y los peces óseos (teleósteos), así como muchos de los clados modernos de insectos. | 241,464 ± 0,28            |
| Mesozoico   | Triásico        | Triásico        | Medio               | Anisiense       | Los arcosaurios dominan en tierra como dinosaurios, en los océanos como ictiosaurios y notosaurios, y en el cielo como pterosaurios. Los cinodontos se hacen más pequeños y se asemejan cada vez más a un mamífero. Aparecen los primeros mamíferos y el orden crocodilia. Plantas del género Dicroidium eran comunes en tierra. Muchos grandes anfibios acuáticos temnospóndilos. Ammonoideos ceratíticos extremadamente comunes. Aparecen los corales modernos y los peces óseos (teleósteos), así como muchos de los clados modernos de insectos. | 246,7                     |
| Mesozoico   | Triásico        | Triásico        | Inferior / Temprano | Olenekiense     | Los arcosaurios dominan en tierra como dinosaurios, en los océanos como ictiosaurios y notosaurios, y en el cielo como pterosaurios. Los cinodontos se hacen más pequeños y se asemejan cada vez más a un mamífero. Aparecen los primeros mamíferos y el orden crocodilia. Plantas del género Dicroidium eran comunes en tierra. Muchos grandes anfibios acuáticos temnospóndilos. Ammonoideos ceratíticos extremadamente comunes. Aparecen los corales modernos y los peces óseos (teleósteos), así como muchos de los clados modernos de insectos. | 249,9                     |
| Mesozoico   | Triásico        | Triásico        | Inferior / Temprano | Induense        | Los arcosaurios dominan en tierra como dinosaurios, en los océanos como ictiosaurios y notosaurios, y en el cielo como pterosaurios. Los cinodontos se hacen más pequeños y se asemejan cada vez más a un mamífero. Aparecen los primeros mamíferos y el orden crocodilia. Plantas del género Dicroidium eran comunes en tierra. Muchos grandes anfibios acuáticos temnospóndilos. Ammonoideos ceratíticos extremadamente comunes. Aparecen los corales modernos y los peces óseos (teleósteos), así como muchos de los clados modernos de insectos. | 251,902±0,024             |

El límite inferior del Mesozoico viene fijado por la extinción masiva del Pérmico-Triásico, durante la cual aproximadamente del 90% a 96% de las especies marinas y el 70% de los vertebrados terrestres se extinguieron. También es conocida por la "Gran Mortandad", ya que es considerada la extinción masiva más grande de la historia. 
El límite superior se fija en la extinción masiva del Cretácico-Paleógeno, que pudo haber sido causada por el impacto de un asteroide que creó el cráter de Chicxulub en la península de Yucatán. Aproximadamente el 50% de todos los géneros se extinguieron, incluidos todos los dinosaurios no aviares, es decir, todos aquellos que no compartían las características que definen a un ave.

## Tectónica

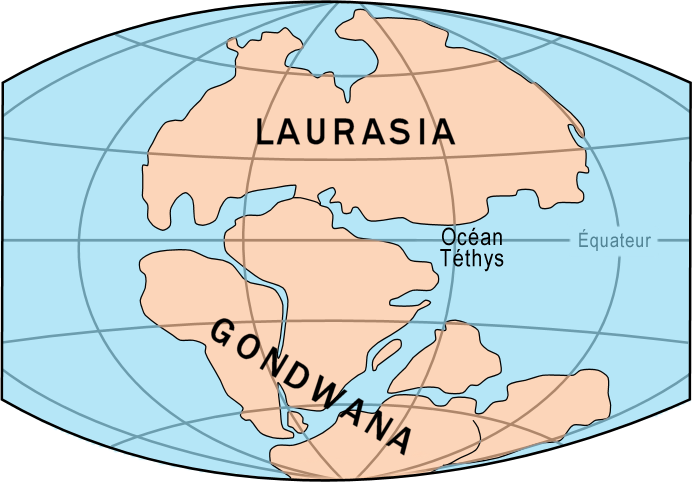
La Tierra en el Triásico, hace 200 millones de años.

En comparación con la vigorosa convergencia de placas formadora de montañas de finales del Paleozoico, las deformaciones tectónicas del Mesozoico fueron relativamente leves. Sin embargo, la era destaca por la gran fragmentación del supercontinente Pangea. Pangea gradualmente se dividió en un continente norte, Laurasia y un continente sur, Gondwana con apertura del océano Atlántico. Esto creó el margen continental pasivo que caracteriza a la mayor parte de la costa atlántica actual.
A finales de la era, los continentes se habían fragmentado a casi su forma actual. Laurasia se convirtió en América del Norte y Eurasia, mientras que Gondwana se dividió en América del Sur, África, Australia, Antártida y el subcontinente indio, que colisionará con la placa asiática durante el Cenozoico. 
La formación de la cordillera de los Andes comenzó en el Jurásico, pero fue durante el Cretácico cuando tomó su forma actual. Se debió al movimiento de subducción de la placa de Nazca por debajo de la placa Sudamericana. A finales del Cretácico comenzó la orogenia Laramide, que continuaría durante la primera mitad del Cenozoico y que formó las Montañas Rocosas.

## Clima
El Triásico fue en general seco, una tendencia que comienza a finales del Carbonífero, y muy estacional, especialmente en el interior de Pangea. El bajo nivel del mar también puede haberse exacerbado por las temperaturas extremas. Con su alto calor específico, el agua actúa como un estabilizador de temperatura y un reservorio de calor, por lo que las tierras próximas a las grandes masas de agua, especialmente de los océanos, experimentan una menor variación de temperatura. Dado que gran parte de las tierras que constituían Pangea estaban lejos de los océanos, las temperaturas fluctuaban mucho, y en el interior de Pangea probablemente incluía extensas zonas desérticas. Se dispone de abundantes camas rojas y evaporitas, tales como sales, que apoyan estas conclusiones.

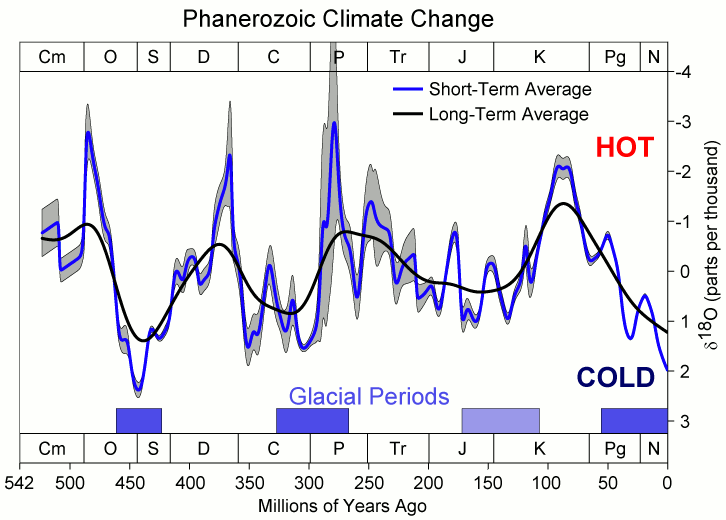
Cambio climático en los últimos 500 millones de años en a base medidas del isótopo ^{18}O. El clima actual (a la derecha) es más frío que durante la mayor parte del Mesozoico (en el centro).

El nivel del mar comenzó a subir durante el Jurásico, lo que probablemente fue causado por una expansión del lecho marino. La formación de nueva corteza bajo la superficie desplazó las aguas oceánicas hasta 200 m más que actualmente, lo que inundó las zonas costeras. Por otra parte, Pangea comenzó a romperse en fragmentos más pequeños, con lo que el aumento de superficie en contacto con el océano formó el mar de Tetis. La temperatura continuó aumentando y comenzó a estabilizarse. La humedad también aumentó con la proximidad del agua y los desiertos se retiraron.
El clima del Cretácico es menos conocido y más ampliamente discutido. Se cree que los niveles más elevados de dióxido de carbono en la atmósfera causaron un gradiente de temperatura de norte a sur casi plano: las temperaturas son más o menos las mismas en todo el planeta. Las temperaturas medias son también más elevadas que en la actualidad, alrededor de 10 °C más. De hecho, a mediados del Cretácico, las aguas ecuatoriales del océano (quizás tan cálidas como 20 °C en las profundidades del océano) pueden haber sido demasiado altas para la vida marina, y las zonas terrestres cerca del ecuador pueden haber sido desiertos, a pesar de su proximidad al agua. 
La circulación de oxígeno a las profundidades del océano también puede haberse interrumpido. Por esta razón, los grandes volúmenes de materia orgánica acumulada que no podían descomponerse y fueron depositados como "pizarras". No todos los datos apoyan estas hipótesis, sin embargo. Incluso con el calentamiento, las fluctuaciones de temperatura deberían haber sido suficiente para la formación de casquetes polares y glaciares, pero no hay pruebas de ninguno de ellos. Los modelos cuantitativos también han sido incapaces de recrear la planitud del gradiente de temperatura del Cretácico.

## Biología
La extinción de casi todas las especies animales al final del Pérmico permitió la radiación de numerosas formas de vida nuevas. En particular, la extinción de los grandes herbívoros y los carnívoros Dinocephalia dejaron vacíos estos nichos ecológicos. Algunos fueron ocupados por los cinodontos y dicinodontos sobrevivientes, los últimos de los cuales posteriormente se extinguieron. Sin embargo, la fauna del Mesozoico estuvo dominada por los grandes arcosaurios que aparecieron unos pocos millones de años después de la extinción masiva del Pérmico-Triásico: dinosaurios, pterosauros y los reptiles acuáticos como ictiosaurios, plesiosauro y mosasauros.

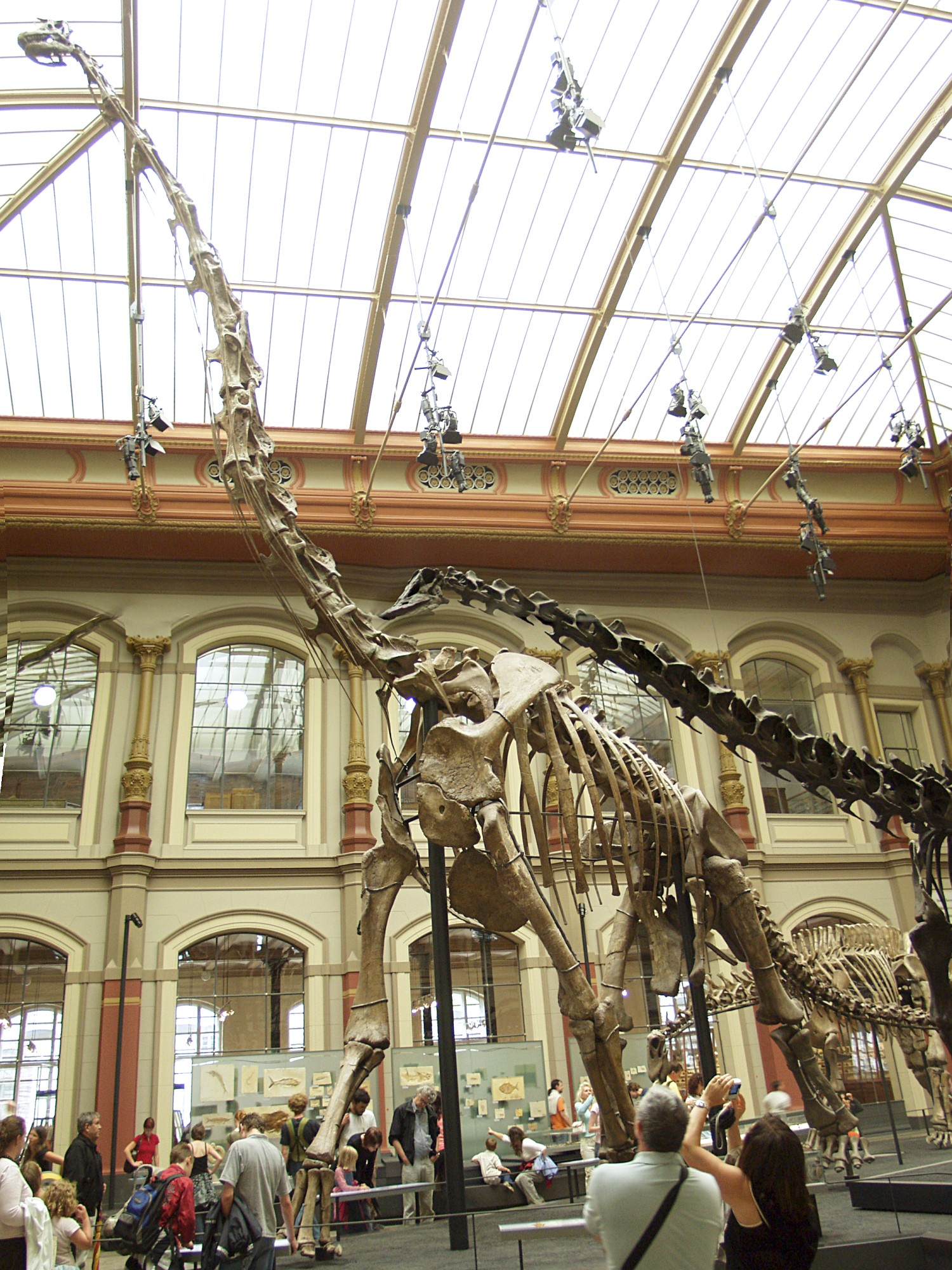
Brachiosaurus (Jurásico)
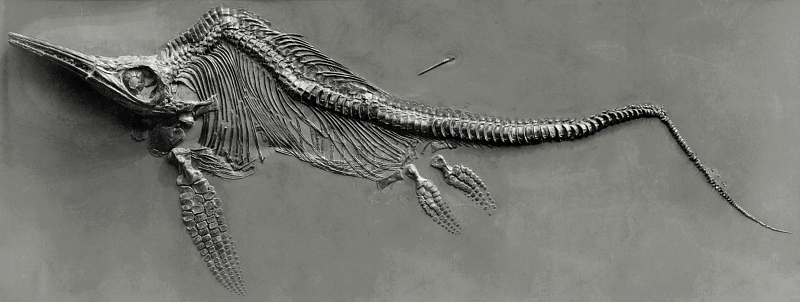
Ictiosaurio (Jurásico)
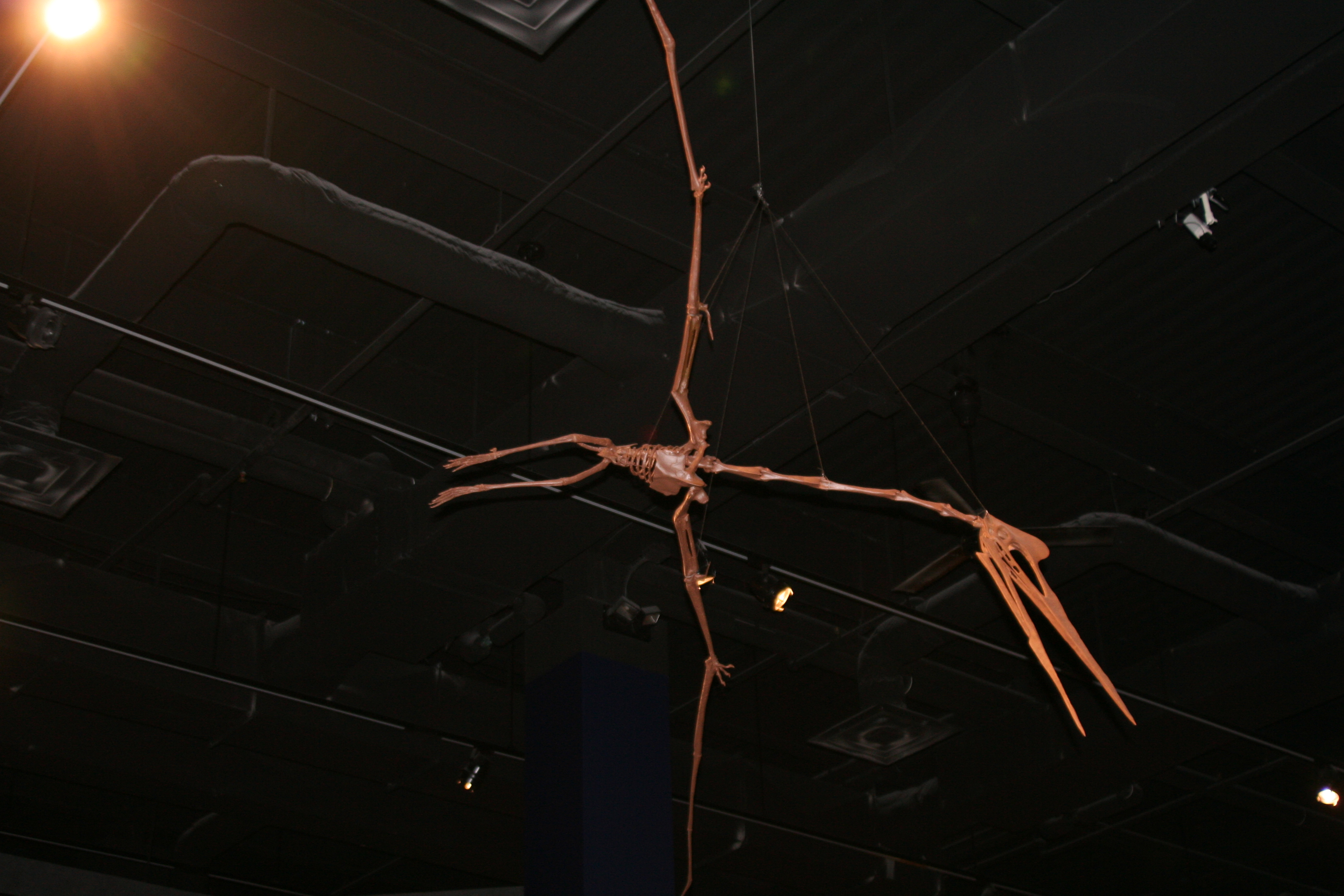
Quetzalcoatlus (Cretácico)
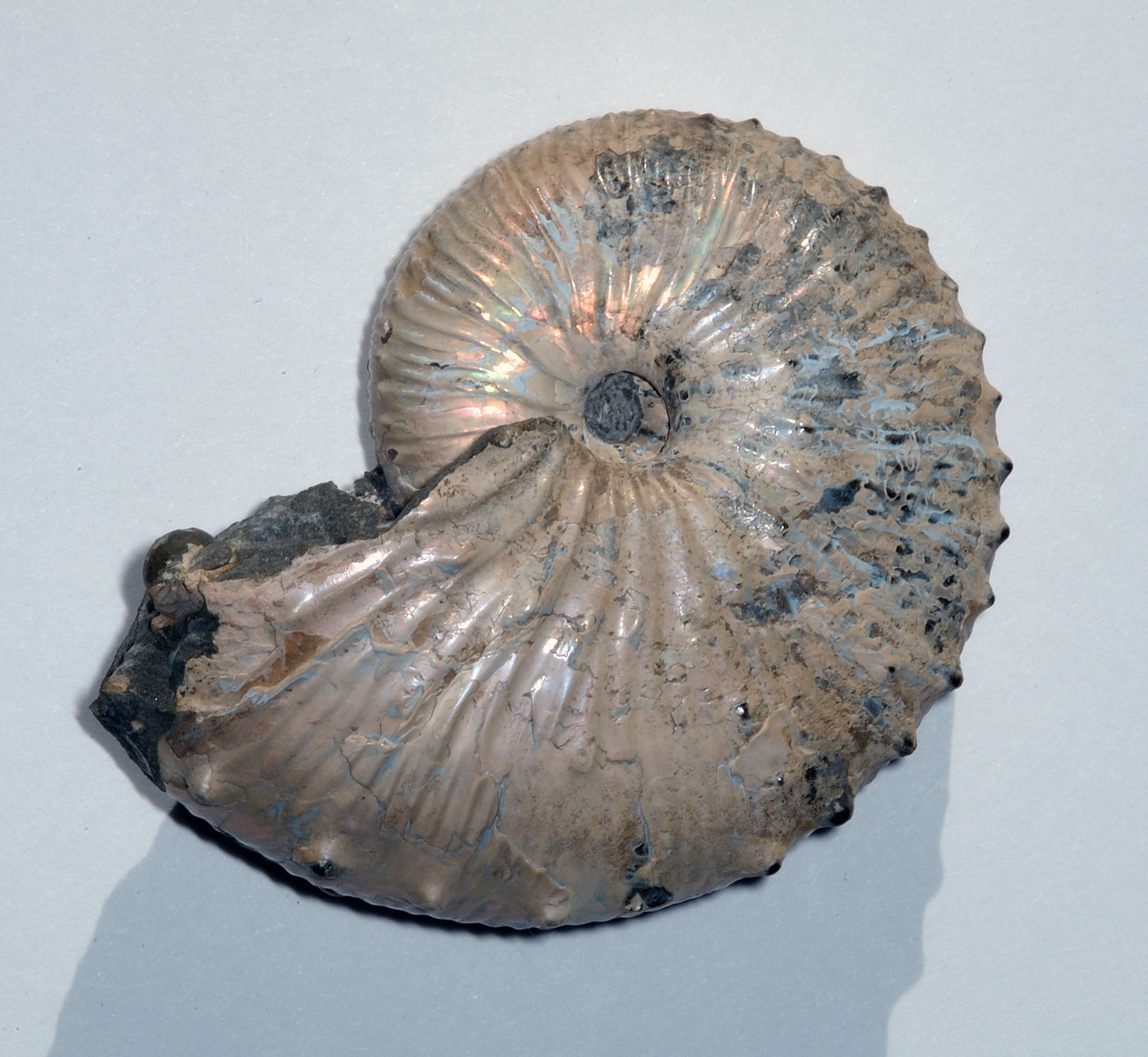
Ammonites (Cretácico)

Los cambios climáticos de finales del Jurásico y Cretácico proporcionaron más condiciones favorables para la radiación adaptativa. En el Jurásico se produjo la mayor diversidad de los arcosaurios, y cuando aparecieron las primeras aves y mamíferos placentarios. La angiospermas se diversificaron en algún momento del Cretácico temprano, primero en los trópicos, pero el gradiente de temperatura les permitió la propagación hacia los polos a lo largo del período. Al final del Cretácico, las angiospermas dominaron la flora arbórea en muchas zonas, aunque algunas pruebas sugieren que la biomasa siguió dominado por cicas y helechos hasta después de la extinción masiva del Cretácico-Paleógeno.
Algunos investigadores han argumentado que los insectos se diversificaron con las angiospermas, porque su anatomía, especialmente las partes de la boca, parecen particularmente bien adaptados a las plantas con flores. Sin embargo, todas las partes principales de la boca de los insectos precedieron a las angiospermas y la diversificación de insectos en realidad se redujo cuando estas surgieron, por lo que su anatomía original debe haber estado adaptada para otros fines.
Cuando la temperatura de los mares se incrementó, los animales más grandes de principios de la era mesozoica gradualmente comenzaron a desaparecer mientras que los animales más pequeños de todos los tipos, incluidos los lagartos, serpientes y quizás el antecesor de los primates, evolucionaron. La extinción masiva del Cretácico-Paleógeno acentuó esta tendencia. Los grandes arcosaurios se extinguieron, mientras que las aves y los mamíferos prosperaron, tal como lo hacen hoy.